# Николетти, Юлайка
Юлайка Николетти (итал. Julaika Nicoletti; род. 20 марта 1988, Римини, Эмилия-Романья) — итальянская легкоатлетка, специалистка по толканию ядра. Выступала на профессиональном уровне в 2006—2018 годах, победительница и призёрка первенств национального значения, участница чемпионатов Европы 2012 года в Хельсинки и 2016 года в Амстердаме.

## Биография
Юлайка Николетти родилась 20 марта 1988 года в Римини, Эмилия-Романья.
Впервые заявила о себе в сезоне 2006 года, став пятой в метании молота на чемпионате Италии среди юниоров в Риети.
В 2009 году вошла в состав итальянской сборной и в толкании ядра заняла восьмое место на молодёжном европейском первенстве в Каунасе.
В 2010 году одержала победу на зимнем чемпионате Италии в Турине.
В 2012 году вновь выиграла зимний чемпионат Италии, выступила на Кубке Европы по зимним метаниям в Баре, тогда как на клубном чемпионате Италии в Риети превзошла всех соперниц и установила свой личный рекорд в толкании ядра на открытом стадионе — 17,09 метра. Благодаря череде удачных выступлений удостоилась права защищать честь страны на чемпионате Европы в Хельсинки, здесь с результатом 15,94	в финал не вышла.
В 2013 году выступила на чемпионате Европы в помещении в Гётеборге, на Кубке Европы по зимним метаниям в Кастельоне, взяла бронзу на международном турнире DécaNation в Валансе.
В 2015 году на соревнованиях в Анконе установила личный рекорд в толкании ядра в помещении — 17,97 метра. Принимала участие в Кубке Европы по зимним метаниям в Лейрии, став в итоге девятой.
В 2016 году участвовала в чемпионате Европы в Амстердаме — на предварительном квалификационном этапе толкнула ядро на 15,81 метра, чего оказалось недостаточно для выхода в финал.
В 2017 году заняла 14-е место на Кубке Европы по метаниям в Лас-Пальмасе.
Завершила спортивную карьеру по окончании сезона 2018 года.